# Agromyza infusca
Agromyza infusca este o specie de muște din genul Agromyza, familia Agromyzidae, descrisă de Spencer în anul 1959.
Este endemică în Tanzania. Conform Catalogue of Life specia Agromyza infusca nu are subspecii cunoscute.